# Ким Ён Сик (борец)
Ким Ён Сик (кор. 김영식, род. 17 ноября 1967) — северокорейский борец вольного стиля, призёр Олимпийских игр, чемпион мира, Азии и Азиатских игр.

## Биография
Родился в 1967 году. В 1986 году стал чемпионом мира. На чемпионате мира 1987 года завоевал серебряную медаль. В 1988 году стал чемпионом Азии. В 1989 году во второй раз стал чемпионом мира. В 1990 году завоевал золотую медаль Азиатских игр. В 1991 году вновь стал чемпионом Азии. В 1992 году стал обладателем бронзовой медали Олимпийских игр в Барселоне.

## В филателии
Ким Ён Сик изображён на почтовой марке КНДР номиналом 90 чон из серии о чемпионах мира из КНДР, выпущенной 15 июня 1993 года. Эта марка также включена в выпущенный тогда же малый лист из шести марок, вместе с марками, посвящёнными двум другим чемпионам мира.